# Secret Bodyguard
 (février 2025).
Secret Bodyguard (赤羽骨子のボディガード, Akabane Honeko no bodigādo)  est une série manga japonaise écrite et illustrée par Masamitsu Nigatsu. La série a commencé dans le magazine Weekly Shōnen Magazine de Kodansha, spécialisé en manga shōnen, en septembre 2022 et s'est terminé en novembre 2024. Les chapitres ont été rassemblés en douze volumes tankōbon. Une adaptation cinématographique en prise de vues réelles est sortie dans les cinémas japonais en août 2024.

## Synopsis
Honeko Akabane et Ibuki Arakuni sont amies d'enfance, Ibuki nourrit des sentiments pour Honeko et la protège farouchement, ce qui conduit souvent à des bagarres. Honeko le gronde toujours pour son imprudence mais est profondément reconnaissante de sa présence, car elle se sent en sécurité avec lui. La détermination inébranlable d'Ibuki à protéger Honeko découle de sa connaissance de son véritable héritage. Elle est la fille d'une puissante organisation yakuza et destinée à en être le prochain chef après le décès de son père. Pour cette raison, des organisations rivales complotent pour l'éliminer, engageant même des assassins professionnels. Pour assurer la sécurité de Honeko, elle a été adoptée par la famille d'un avocat, dissimulant ses liens avec les Yakuza. Ibuki est devenu son garde du corps pendant un an, bien qu'il ne soit pas seul ; tous leurs amis et camarades de classe ont également été désignés comme gardes du corps de Honeko. L'histoire suit la vie quotidienne des classes 3-4 alors qu'ils protègent Honeko à son insu, tout en explorant la romance naissante entre Honeko et Ibuki.

## Personnages
Arakuni Ibuki (威吹荒邦, Ibuki Arakuni)
Honeko Akabane (赤羽骨子, Akabane Honeko)
Sumihiko Somejima (染島澄彦, Somejima Sumihiko)
Nei Togeya (棘屋寧, Togeya Nei)
Masachika Jingu (尽宮正親, Jingū Masachika)

## Manga
Écrite et illustrée par Masamitsu Nigatsu, la série a été publiée en série dans le magazine manga shōnen de Kodansha, Weekly Shōnen Magazine, du 21 septembre 2022 au 20 novembre 2024. Kodansha a rassemblé ses chapitres en douze volumes tankōbon , publiés du 17 janvier 2023 au 17 janvier 2025,.
Pika Édition a annoncé la publication d'une traduction française, dans sa collection Pika Shonen, à partir du 8 janvier 2025.

## Film
En février 2024, est annoncé que la production d'une adaptation cinématographique en prise de vues réelles,. Le film met en vedette Raul dans le rôle d'Arakuni Ibuki et est réalisé par Junichi Ishikawa, avec des scénarios écrits par Hiroyuki Yatsu. Il est sorti dans les cinémas japonais le 2 août 2024,.

### Distribution
- Raul : Arakuni Ibuki[10]
- Natsuki Deguchi : Honeko Akabane[8]
- Daiken Okudaira : Sumihiko Somejima[8]
- Hikaru Takahashi : Nei Togeya[8]
- Tao Tsuchiya : Masachika Jingu[11]